# Giacomettiquartier
Das Giacomettiquartier ist das kleinste Quartier der Stadt Chur im schweizerischen Kanton Graubünden.
Es besteht aus neun Wohnblöcken und dem Schulhaus Giacometti. Das Giacomettiquartier grenzt an die Quartiere Lacuna, Niederlachen-Untere Au und Wiesental. Benannt ist es nach der Künstlerfamilie Giacometti, in erster Linie nach Alberto Giacometti († 1966 in Chur).
Koordinaten: 46° 51′ 39″ N, 9° 31′ 38″ O; CH1903: 759244 / 192086